# Lothar Bassenge
Lothar Emil Bassenge (* 11. Oktober 1818 in Glogau; † 5. Oktober 1889 in Hirschberg) war ein deutscher Richter und Parlamentarier.

## Leben
Lothar Bassenge war einer der Söhne des preußischen Landrats Ludwig Wilhelm Bassenge. Er studierte ab 1836 Rechtswissenschaften an den Universitäten Halle und Berlin. 1837 wurde er Mitglied des Corps Borussia Halle. Nach dem Studium wurde er 1839 Auskultator und 1845 Assessor. 1849 wurde er zum Kreisrichter in Liegnitz ernannt. Anschließend wurde er Kreisrichter und 1860 Kreisgerichtsdirektor in Lüben. 1870 wechselte er als Appellationsgerichtsrat nach Ratibor. 1870 wurde er zum Präsidenten des Landgerichts Hirschberg ernannt.
Von 1862 bis 1866 gehörte Bassenge in drei Legislaturperioden für den Wahlkreis Liegnitz 3 dem Preußischen Abgeordnetenhaus an, zunächst in der Fraktion der Deutschen Fortschrittspartei und ab seiner ersten Wiederwahl in der Fraktion des Linken Zentrums. Wegen seiner politischen Betätigung lehnte das Preußische Staatsministerium die Verleihung des Roten Adlerordens an ihn ab.
Der Richter und Kommunalbeamte Carl Bassenge war ein Bruder.